# Yung Shue Wan
Yung Shue Wan, es el principal centro poblacional de la Isla Lamma, Hong Kong. Cuenta con unos 6,000 habitantes. Mantiene un ferry que comunica con Central en unos 25 minutos y con Aberdeen en 40 minutos.